# Risoba diptheropsis
Risoba diptheropsis är en fjärilsart som beskrevs av Louis Beethoven Prout 1924. Risoba diptheropsis ingår i släktet Risoba och familjen trågspinnare. Inga underarter finns listade.